# フランス全国選手権2
フランス全国選手権2（フランス語: Championnat de France de football de National 2 = シャンピョナ・ドゥ・フランス・ドゥ・フットボル・ドゥ・ナショナル・ドゥ）(フランス語発音: [ʃɑ̃pjɔna də fʁɑ̃s də futbol də nasjɔnal dø])は、フランスにおける4部に相当するサッカーリーグ。位置としてはフランス全国選手権の下位リーグ、フランス全国選手権3（National3）の上位リーグという位置付けとなる。略称はナショナル2（National 2）。しばしばディヴィジョン4とも呼ばれる。
2016-17シーズンまではフランスアマチュア選手権（フランス語: Championnat de France amateur de football = シャンピョナ・ドゥ・フランス・アマトゥール・ドゥ・フットボル）(フランス語発音: [ʃɑ̃pjɔna də fʁɑ̃s amatœʁ də futbol])、通称CFAの名称だった。

## 概要
16チームで構成されるグループにおいて、互いの本拠地で試合を行い（ホーム&アウェイ方式）順位を決定する。
グループはAからCまで3つ存在し、アマチュアクラブとプロクラブ2軍の計48チームが所属する。
選手は規定により全員がアマチュアであり、プロ選手の保有は認められていない。グルノーブル・フット38が経営難のためにリーグ・ドゥから2段階降格した際、所属していた松井大輔が移籍したのは、前述の理由からである。

ただしフランス全国選手権2の場合アマチュアとはいえ実態としてはセミプロに近く、プロとの違いは年金受給権やプロ給与の最低額が保証されていないだけでサッカーのみで生計を立てる者も数多く存在する。
シーズン終了後、各グループ1位のクラブとフランス全国選手権の下位3クラブとが自動的に入れ替わる。ただし、プロクラブの2軍にとってフランス全国選手権2は最上位のリーグとなるため昇格はできない。
同様に、各グループの14位以下のクラブ及び13位の中で最も成績の悪いクラブとフランス全国選手権3の各グループ優勝クラブとが自動的に入れ替わる。降格は全てのクラブに適用される。

2024-25シーズンはフランス全国選手権が変則的に17クラブ制で行われているため、各グループ1位のクラブとフランス全国選手権の下位2クラブが自動的に入れ替わる。
1998-99シーズンから2015-16シーズンまでは勝点は勝利＝4、引分＝2、敗北＝1という特殊な方式で計算されており、これはその下のディヴィジョンであるフランスアマチュア選手権2や各地域リーグでも同様であった。
2016-17シーズン以降は通常の計算方式（勝利＝3、引分＝1、敗北＝0）となっている。

## 2024-25シーズン所属クラブ
（括弧内はホームタウン）

### グループA（南部）
- アンドレジュー＝ブテオンFC（フランス語版）（アンドレジュー＝ブテオン）
- アングレーム・シャラントFC（フランス語版）（ソヨー）
- ASカンヌ（カンヌ）
- ASサン＝プリエスト（フランス語版）（サン＝プリエスト）
- ベルジュラック・ペリゴールFC（フランス語版）（ベルジュラック）
- EFCフレジュス・サン＝ラファエル（フランス語版）（フレジュス）
- GFAリュミリー＝ヴァリエール（フランス語版）（リュミリー）
- GOAL FC（フランス語版）（シャッスレ）
- イエールFC（フランス語版）（イエール）
- FCイストル（イストル）
- ジュラ・スッドフット（フランス語版）（モワラン＝アン＝モンターニュ）
- ル・ピュイ・フット43オーヴェルニュ（フランス語版）（ル・ピュイ＝アン＝ヴレ）
- ジュネ・アングレット（フランス語版）（アングレット）
- マリニャーヌ＝ジニャック＝コートブルーFC（フランス語版）（マリニャーヌ）
- ラシン・ペイ・ド・グラース（フランス語版）（グラース）
- SCトゥーロン（トゥーロン）

### グループB（西部）
- ブロワ・フットボル41（フランス語版）（ブロワ）
- ブールジュ・フット18（フランス語版）（ブールジュ）
- ディナン・レオンFC（フランス語版）（ディナン）
- ラ・ロッシュVF（フランス語版）（ラ・ロッシュ＝シュル＝ヨン）
- ヴァンデ・ポワレ＝シュル＝ヴィ・フットボル（フランス語版）（ル・ポワレ＝シュル＝ヴィ）
- ヴァンデ・レ・ゼルビエ・フットボル（フランス語版）（レ・ゼルビエ）
- オリンピック・ソミュールFC（フランス語版）（ソミュール）
- サン＝プリヴェ・サン＝ティレールFC（フランス語版）（サン＝プリヴェ＝サン＝メマン）
- サン＝コロンバン・ロクミネ（フランス語版）（ロクミネ）
- スタッド・ブリオシャン（フランス語版）（サン＝ブリユー）
- スタッド・ポワティエFC（ポワティエ）
- USアヴランシュ・モン＝サン＝ミシェル（アヴランシュ）
- USグランヴィル（フランス語版）（グランヴィル）
- USサン＝マロ（フランス語版）（サン＝マロ）
- ヴォルティジュール・シャトーブリアン（シャトーブリアン）
- FCジロンダン・ボルドー（ボルドー）

### グループC（北部及びコルシカ）
- ASボーヴェ・オワーズ（ボーヴェ）
- ASフリアニ＝アリアニ（フランス語版）（フリアニ）
- ASヴィレ＝ウルガット＝コートフルーリー（フランス語版）（ウルガット）
- ASCビサイム（フランス語版）（ビサイム）
- USティオンヴィル・ルシタノス（フランス語版）（ティオンヴィル）
- アンタント・フェニー＝ウルノワFC（フランス語版）（フェニー）
- FC93ボビニー＝バニョレ＝ガニー（フランス語版）（ボビニー）
- FCバラーニュ（フランス語版）（リル＝ルッス）
- FCシャンブリー・オワーズ（シャンブリー）
- FCフルーリー91（フランス語版）（フルーリー＝メロジ）
- FCMオーベルヴィリエ（フランス語版）（オーベルヴィリエ）
- FCSリュニ・アグノー（フランス語版）（アグノー）
- SASエピナル（エピナル）
- USシャンティイ（フランス語版）（シャンティイ）
- USクレテイユ＝リュシタノ（クレテイユ）
- ワスケアル・フットボル（フランス語版）（ワスケアル）